# Meininger Dampfloktage

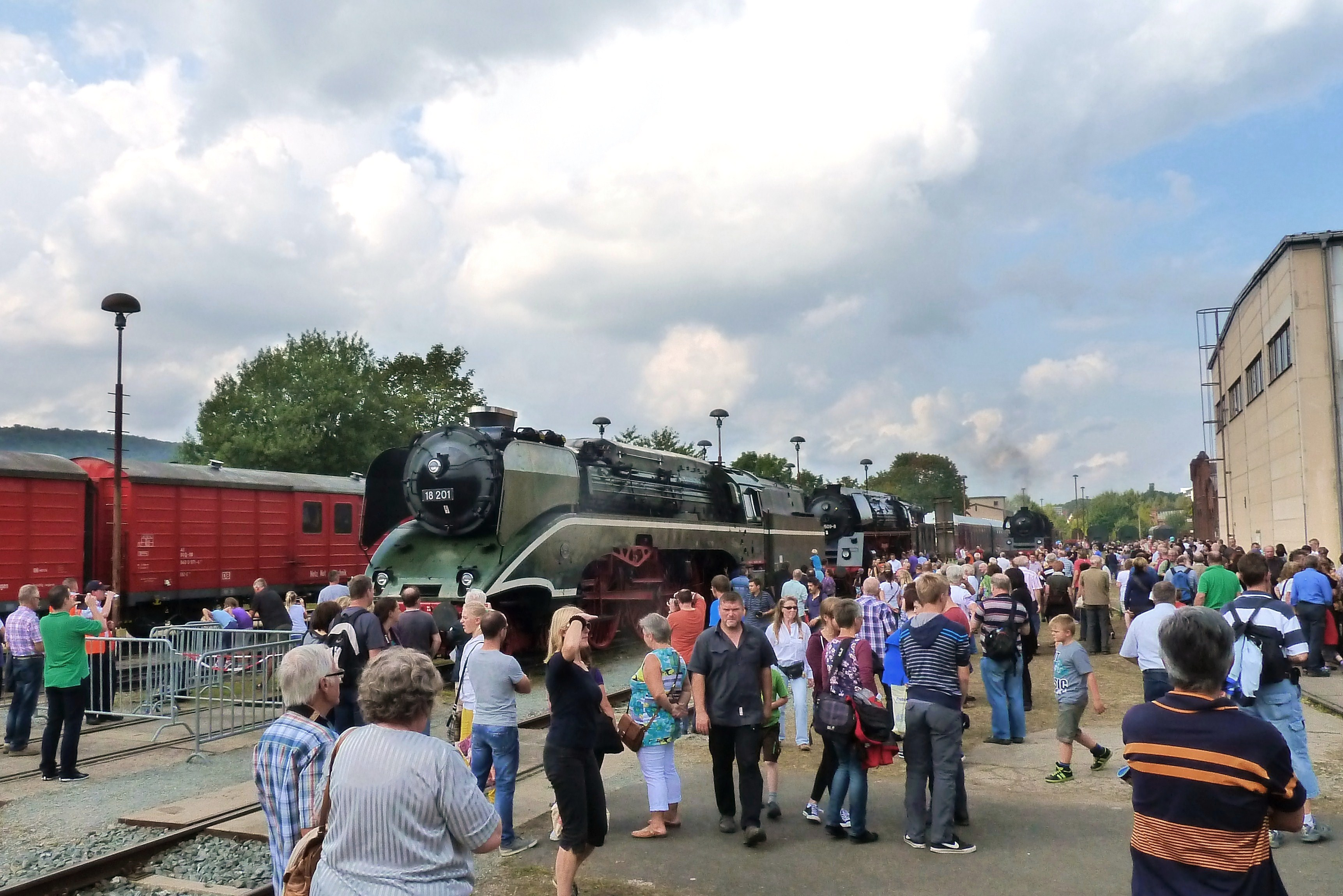
Blick über das Freigelände 2014

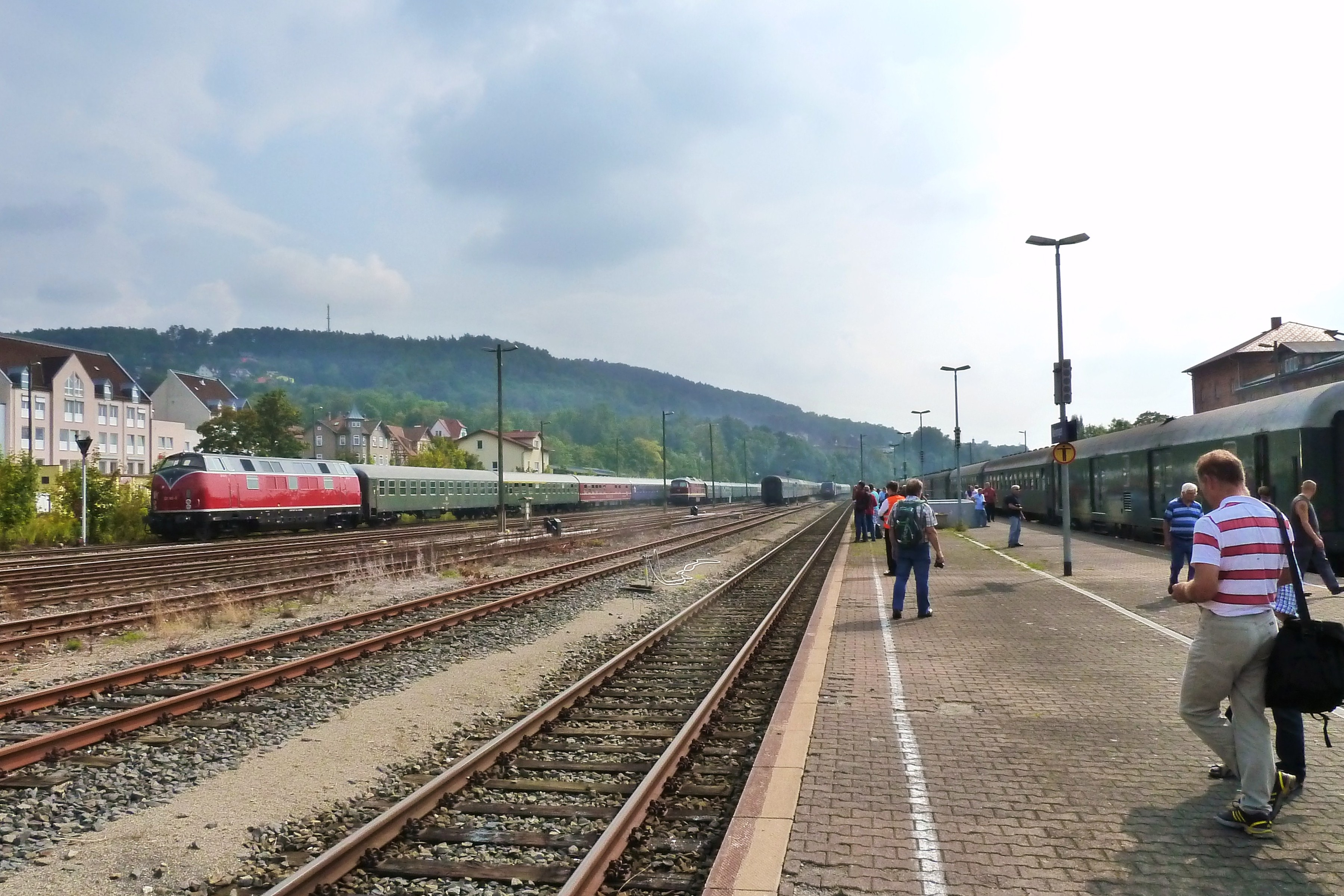
Abgestellte Sonderzüge auf dem Bahnhof Meiningen

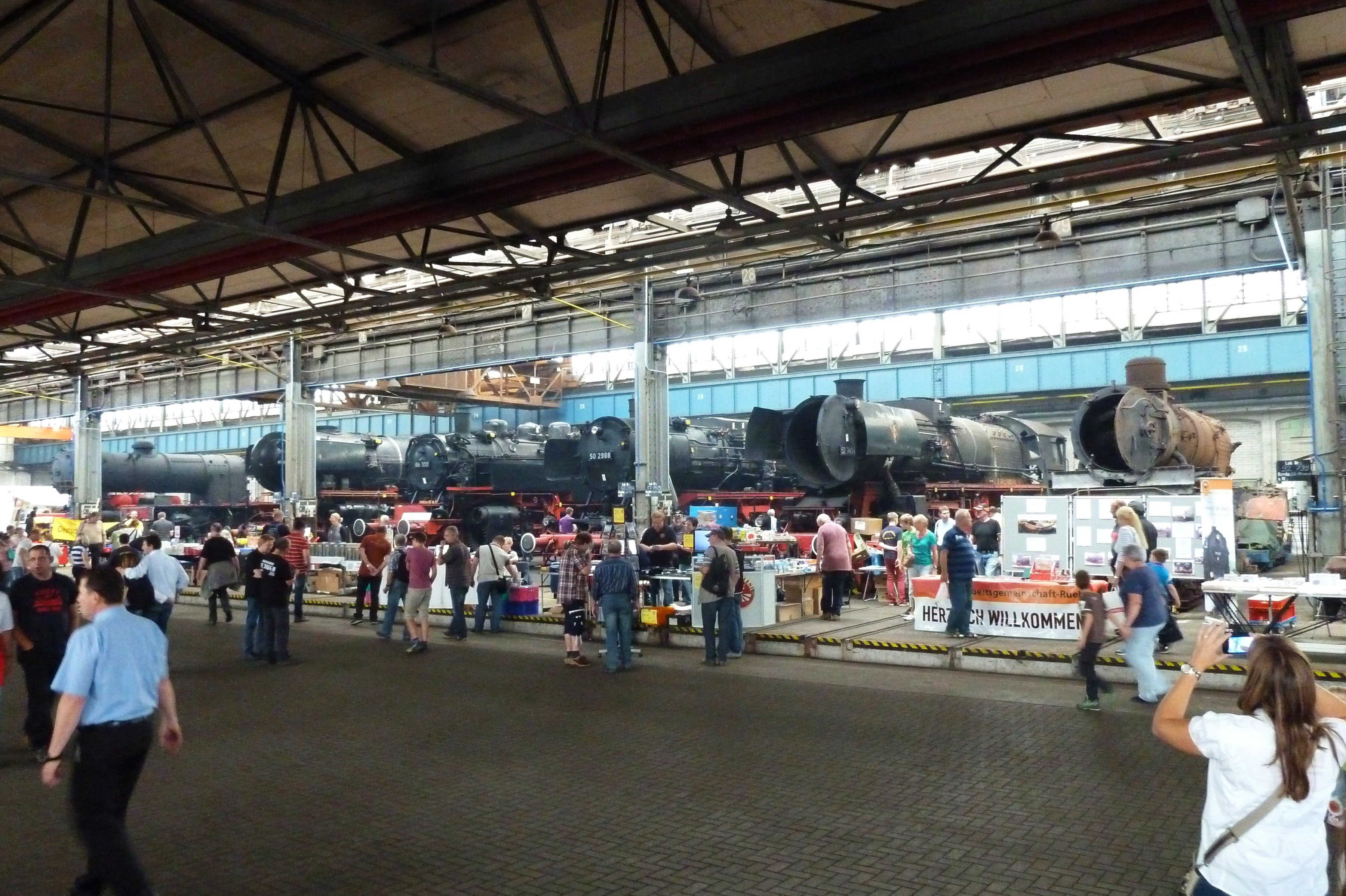
In der Lokhalle

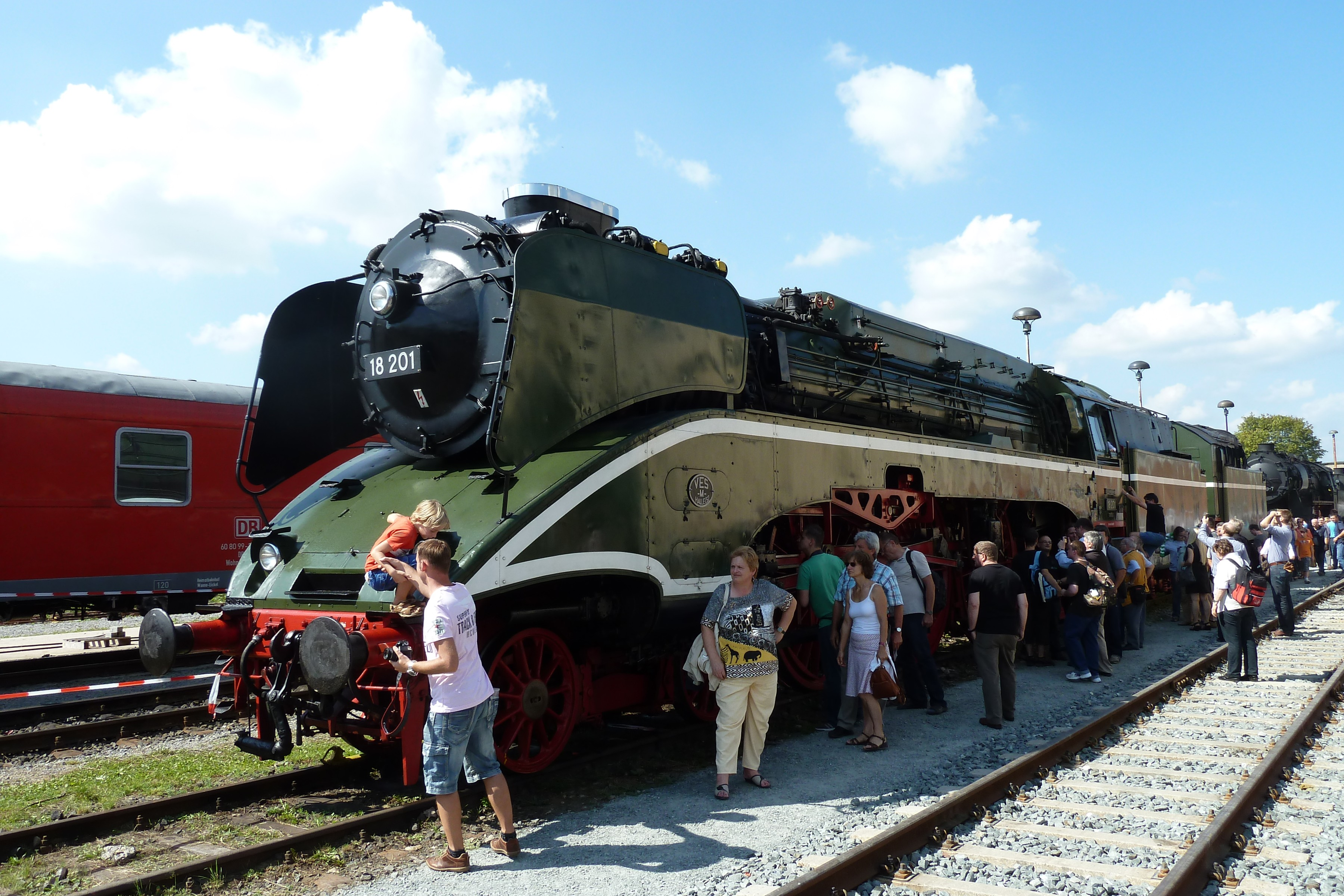
Beliebter Stammgast: die 18 201

Die Meininger Dampfloktage sind eine weithin bekannte nostalgische Technik-Veranstaltung, bei der im einzigen Werk für Dampflokomotiven der Deutschen Bahn AG betriebsfähige Dampflokomotiven und Waggons präsentiert werden. Veranstalter sind das Dampflokwerk Meiningen und der Meininger Dampflok Verein e.V. (MDV).

## Veranstaltung
Diese Schau wird seit 1995 alljährlich am ersten Septemberwochenende in der südthüringischen Kreisstadt Meiningen durchgeführt und zeigt neben Dampflokomotiven auch die für Instandhaltung, Reparatur und Neubau notwendigen Betriebseinrichtungen wie die Kesselschmiede oder den einmaligen zum Teil historischen Sondermaschinenpark. Das besondere an dieser Veranstaltung ist, dass man auch Dampfloks in verschiedenen Aufbereitungsstufen von „total zerlegt“ bis zur „Neulackierung“ begutachten kann.
Ein Großteil der eigens zu dieser Ausstellung nicht nur aus Deutschland angereisten Lokomotiven stehen während der Dampfloktage unter Dampf. Besonders Interessierte können nach Voranmeldung einen „Ehrenlokführerschein“ machen und die Traditionslok 50 3501 des Meininger Dampflokwerkes auf dem Betriebsgelände steuern. Weitere Angebote wie Fahrten auf dem Führerstand einer Schmalspurdampflok für die kleinsten Besucher, Führungen durch das Werk, Fachvorträge, eine Modellbahnbörse, Souvenirstände, Sonderpostaktionen, Info-Stände und eine Reihe von Ständen für das leibliche Wohl bereichern diese Großveranstaltung.
Zu den bisherigen zahlreichen ausgestellten Lokomotiven gehörten die Adler, die Saxonia, die luxemburgische Dampflok CFL 5519 und die 18 201, letztere erreichte 1972 bei einer Testfahrt eine Rekordgeschwindigkeit von mehr als 180 km/h und ist zurzeit die schnellste betriebsfähige Dampflok der Welt.
Ein Teil der Dampflokbegeisterten aus dem In- und Ausland, die diese Ausstellung besuchen, reisen eigens in mit Dampfloks bespannten Sonderzügen aus allen Teilen Deutschlands nach Meiningen an. Rund 14.000 zahlende Besucher (Kinder haben freien Eintritt) werden im Schnitt jedes Jahr gezählt. Den Besucherrekord halten mit rund 17.500 Besuchern die 20. Dampfloktage 2014, die zeitgleich mit dem 100-jährigen Jubiläum des Dampflokwerks stattfanden.